# مینوری کیشی
مینوری کیشی (انگلیسی: Minori Kishi؛ زادهٔ ۱۴ اکتبر ۱۹۹۴) بازیکن فوتبال اهل ژاپن است.